# Inger Lindquist
Inger Gunvor Lindquist, född Magnusson 1 mars 1926 i Mölndal, död 24 augusti 1992 i Johannebergs församling i Göteborg, var en svensk jurist och riksdagsledamot för Moderata Samlingspartiet.
Inger Lindquist var dotter till maskiningenjören Nils Magnusson och Anna Sofia Dahlin samt var gift 1951–1980 med hovrättsrådet Ulf Lindquist. Hon var jurist, extra assessor vid Göteborgs rådhusrätt 1965–1971, rådman i Göteborgs tingsrätt 1971–1980, chefsrådman 1980–1987, lagman 1987–1992. Hon representerade Göteborgs stad i riksdagen 1974–1982 för Moderata Samlingspartiet.

## Riksdagsuppdrag
Lindquist var moderat riksdagsledamot för Göteborgs stad 1974–1982. I riksdagen var hon ledamot av lagutskottet 1976/77–1981/82, suppleant i justitieutskottet och lagutskottet, suppleant i svenska delegationen till Europarådet 1977/78–1981/82, ledamot av besvärsnämnden 1976/77–1981/82 och krigsdelegationen 1979/80–1981/82.
I riksdagsarbetet var hon särskilt aktiv i frågor som rörde rättsväsendet och kriminalitet, men också frågor rörande utbildning och ekonomisk politik.

## Uppdrag i statliga utredningar, kommittéer och kommissioner
Lindquist var ledamot av ungdomsfängelseutredningen 1974–1978, länsdomstolskommittén 1977–1978, upphovsrättsutredningen 1977–1982, förvaltningsrättsutredningen 1978–1982, frivårdskommittén 1979–1982, delegationen för kontraktsvård 1979–1982 och våldskommissionen 1989–1990. 
Hon var särskild utredare i den för Sverige första statliga utredningen av prostitutionen 1977–1981. Hon föreslog att sexköp där den prostituerade är narkotikaberoende skulle kriminaliseras. I efterhand har det sagts att utredningen utgjorde starten för det sociala arbetet mot prostitution i Sverige.

## Övriga uppdrag
Lindquist var ledamot av styrelsen för Svenska Röda Korset 1974 och dess ordförande 1974–1980. Hon var förbundsordförande för Göteborgsmoderaterna åren 1984–1986.
Inger Lindquist blev på 1970-talet känd av svenska folket när hon som domare medverkade i TV-serien Vad säger lagen. Hon blev också särskilt uppmärksammad 1989 som rättens ordförande under ett tryckfrihetsmål i Göteborgs tingsrätt i anslutning till mordet på Olof Palme.